# Streetwaves
Streetwaves är ett svenskt rockband bestående av Jon Bergström (gitarr och sång), Per Egland (gitarr), Björn Hansell (bas) och Nicklas Bargell (trummor). Bandmedlemmarna har sina rötter i Härnösand, Piteå, Kramfors och Brunskog men har idag framför allt Stockholm som bas.  

## Historik
Bandet bildades 11 september 2001 av Jon Bergström och Per Egland. Gruppen utökades med ljudteknikern Björn Hansell, bland annat på meriten att han raderat ett annat bands inspelning för att han tyckt att resultatet blev för dåligt, samt trumslagaren Nicklas Bargell.

## Diskografi
Album
- 2007 - The Pleasure to End All Pleasures
- 2013 - High Coast Heart

EP
- 2004 - This Is the Midnight EP